# Roman Zahaczewski
Roman Zahaczewski (ur. 16 kwietnia 1921 w Tarnowie, zm. 1998) – profesor nauk technicznych, polski specjalista z dziedziny technologii przetwórstwa węgla.

## Życiorys
W roku 1939 walczył w kampanii wrześniowej, następnie został członkiem ZWZ i AK. Ponadto w latach 1941–1944 pracował w Fabryce Związków Azotowych w Tarnowie.
W roku 1945 rozpoczął studia na Akademii Górniczo-Hutniczej w Krakowie, które ukończył w roku 1948. Po studiach rozpoczął pracę w Głównym Instytucie Górnictwa w Krakowie, a później (od roku 1969) w Instytucie Gazownictwa. 
W latach 1976–1988 pracował w Politechnice Lubelskiej, gdzie w latach 1978-1981 pełnił funkcje prodziekana Wydziału Elektrycznego.
Zmarł w roku 1998, pochowany na cmentarzu w Tarnowie.